# Fonte de Nossa Senhora da Conceição
A Fonte de Nossa Senhora da Conceição, também referida como Fonte Gótica, Fonte do Infante (topónimo constatado em documentação setecentista) e Fonte dos Gafos (por ter sido construída junto de uma gafaria), localiza-se na vila e na freguesia de Atouguia da Baleia, no Município de Peniche, Distrito de Leiria, em Portugal.
Sofreu extensa campanha de intervenção de conservação em 2010.

## Características
Trata-se de uma fonte de arquitetura infra-estrutural, de estilo gótico, com planta quadrangular, abertura única em arco quebrado, e tanque exterior de planta irregular.
São conhecidas imagens em que a fonte é encimada por ameias, não havendo memória de quando foram retiradas ou por que motivo.